# 최승열
최승열은 대한민국의 뮤지컬 배우이자 가수이다.

## 뮤지컬
- 2023년 다시,동물원
- 2019년 무령의 꿈
- 2017년 그 여름 동물원
- 2016년 그 여름 동물원
- 2014년 들 풀 특별출연
- 2014년 바람이 불어오는 곳 시즌 2
- 2013년 바람이 불어오는 곳
- 2012년 울지마 톤즈 이태석 신부 역
- 2012년 바람이 불어오는 곳
- 2010년 화려한 휴가
- 2009년 피크를 던져라
- 2009년 건메탈 블루스
- 2008년 진짜진짜 좋아해
- 2006년 디노& 플로라
- 2004년 꼭두별초

외 다수

## 연극
종이 비행기
Promise 그날
환
문 제자리 찾기
기억 속 멜로디

## 드라마
jtbc D day 출연

## 방송
불후의 명곡
열린 음악회
히든싱어
YTN 그런 사람 또 없습니다
개인 콘서트 다수

## 히스토리
2013년 12월 28일 히든싱어 시즌 2 12회 김광석 편에 출전하여 준우승을 차지하였다. 1, 2, 3라운드에서 최저득표로 주목을 받았으나, 결승 4라운드에서 준우승에 머물러 왕중왕전에 출전자격을 얻었다. 히든싱어 시즌 2 왕중왕전에서 휘성 모창능력자 김진호, 주현미 모창능력자 최유경, 박진영 모창능력자 이상택과 함께 C조에 편성되어 김광석의 '사랑했지만'을 불렀다. 김광석의 생전 모습대로 기타와 하모니카 연주까지 직접 하면서 방청객들의 마음을 뭉클하게 하기도 하였다. 하지만, 휘성모창능력자인 김진호에게 패하면서 최종전 진출에는 실패하였다.(4명 중 조 2위, 전체 13명 중 공동 5위)
2013년 2월 21일 후너스 크리에이티브와 전속 계약을 맺으면서 36살의 나이에 연예인으로 데뷔하게 된다.